# Prorhynchops bilimeki
Prorhynchops bilimeki är en tvåvingeart som beskrevs av Brauer och Julius Edler von Bergenstamm 1891. Prorhynchops bilimeki ingår i släktet Prorhynchops och familjen parasitflugor. Inga underarter finns listade i Catalogue of Life.